# 御息所
御息所（みやすんどころ、みやすどころ）
- 天皇の休息所。
- 皇后・中宮の下位の宮女のこと。女御、更衣をはじめその下位にあり天皇の寵愛を受けた宮女の総称。
- 皇太子妃、親王妃のこと。

## 概要
御息所とは、文字通り天皇の休息所を意味していた。しかし、次第に天皇の寝所に侍る宮女を意味するようになった。皇子・皇女を生んだ女御、更衣を指すという説もあるが、一般的には天皇に寵愛を受けた女御、更衣など女官を除いた後宮の女性を指す呼称として用いられた。尚侍を指す場合もあり、天皇の母を大御息所と呼ぶ例もあった。後に女御、更衣を指して御息所という呼称が用いられることはなくなり、次第に皇太子妃や親王妃を指す語として定着した。